# إنتروداكوا
إنتروداكوا (بالإيطالية: Introdacqua)‏ هي بلدية في مقاطعة لاكويلا في إقليم أبروتسو الإيطالي.

## السكان
في سنة 1861 بلغ عدد السكان 3٬947 نسمة، وتطور العدد ليصل في سنة 2011 لـ 2٬129 نسمة.
يظهر هذا المخطط البياني تطور النمو السكاني لـ إنتروداكوا

## أعلام
- جوين غريفين